# François Pache
Pour les articles homonymes, voir Pache.
François Pache, né le 1er juin 1932, est un patineur artistique suisse. Au cours de sa carrière sportive, il est sextuple champion de Suisse, et participe aux Jeux olympiques d'hiver de 1952 et 1956.

## Carrière amateur

### Carrière sportive
François Pache est sextuple champion de Suisse (1951, 1952, 1954, 1956, 1958 et 1962).
Il représente son pays à six championnats européens (1951 à Zurich, 1954 à Bolzano, 1956 à Paris, 1958 à Bratislava, 1959 à Davos et 1960 à Garmisch-Partenkirchen), trois mondiaux (1952 à Paris, 1956 à Garmisch-Partenkirchen et 1958 à Paris), et deux Jeux olympiques d'hiver (1952 à Oslo et 1956 à Cortina d'Ampezzo).
Il est le porte-drapeau de son pays lors de la cérémonie de clôture des Jeux olympiques de 1956.

## Palmarès
| Compétition                                                                                            | 1951 | 1952 | 1953 | 1954 | 1955 | 1956 | 1957 | 1958 | 1959 | 1960 | 1961 | 1962 |
| Jeux olympiques d'hiver                                                                                |      | 9e   |      |      |      | 11e  |      |      |      |      |      |      |
| Championnats du monde                                                                                  |      | 11e  |      |      |      | 10e  |      | 18e  |      |      | CA   |      |
| Championnats d’Europe                                                                                  | 6e   |      |      | 9e   |      | 7e   |      | 13e  | 11e  | 13e  |      |      |
| Championnats de Suisse                                                                                 | 1er  | 1er  |      | 1er  |      | 1er  |      | 1er  |      |      |      | 1er  |
| Légende : CA = Championnats du monde 1961 annulés à cause de la catastrophe aérienne du vol 548 Sabena |      |      |      |      |      |      |      |      |      |      |      |      |